# Países Baixos nos Jogos Olímpicos de Verão de 1964
Os Países Baixos competiram nos Jogos Olímpicos de Verão de 1964, realizados em Tóquio, Japão.